# Kameleoni
Kameleoni (znanstveno ime Chamaeleonidae) so družina plazilcev, razširjena po Afriki, Južni Evropi in Južni Aziji, v katero uvrščamo približno 200 danes živečih vrst.
Predstavniki so močno specializirani in prepoznavni že na prvi pogled po zigodaktilnih nogah (dva prsta obrnjena naprej, dva nazaj), močno iztegljivem in lepljivem jeziku, majavi hoji ter grebeni ali rogovi nad očmi in gobcem. So raznolikih barv, pri čemer imajo številne vrste sposobnost spreminjanja barve. Zlasti večje vrste imajo oprijemalni rep. 
So plenilci, ki svoj plen lovijo s plezanjem po rastlinju in z uporabo vida. Imajo tudi sposobnost neodvisnega obračanja oči, vendar pri lovu obe očesi koordinirano usmerijo naprej, kar jim daje globinski vid. Živijo v toplih okoljih, od deževnih gozdov do puščav Afrike z Madagaskarjem, Južne Evrope in Južne Azije do Šrilanke. Umetno so bili vneseni na Havaje, Florido in v Kalifornijo, pogosto pa jih gojijo tudi teraristi.